# 卡爾瑙希夫卡
48°28′4″N 34°44′6″E / 48.46778°N 34.73500°E
卡爾瑙希夫卡（羅馬化：Karnaukhivka）是位於烏克蘭中部的市級鎮，由第聶伯羅彼得羅夫斯克州裡卡姆揚斯凱區的卡姆揚斯凱市鎮負責管轄。該鎮處於第聶伯羅以西35公里，始建於1737年，處於第聶伯河右岸，2011年人口6,597。

## 畫廊

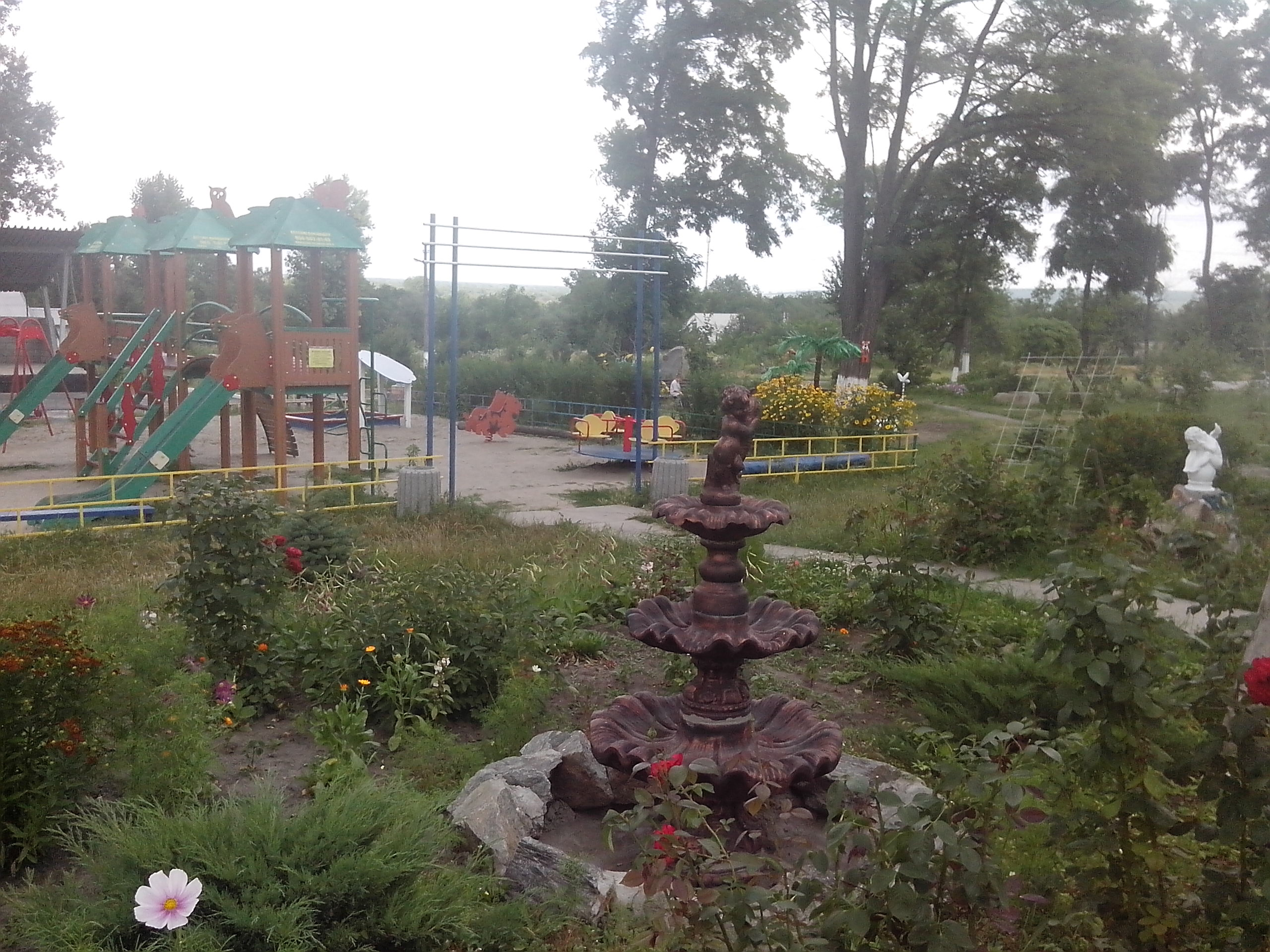
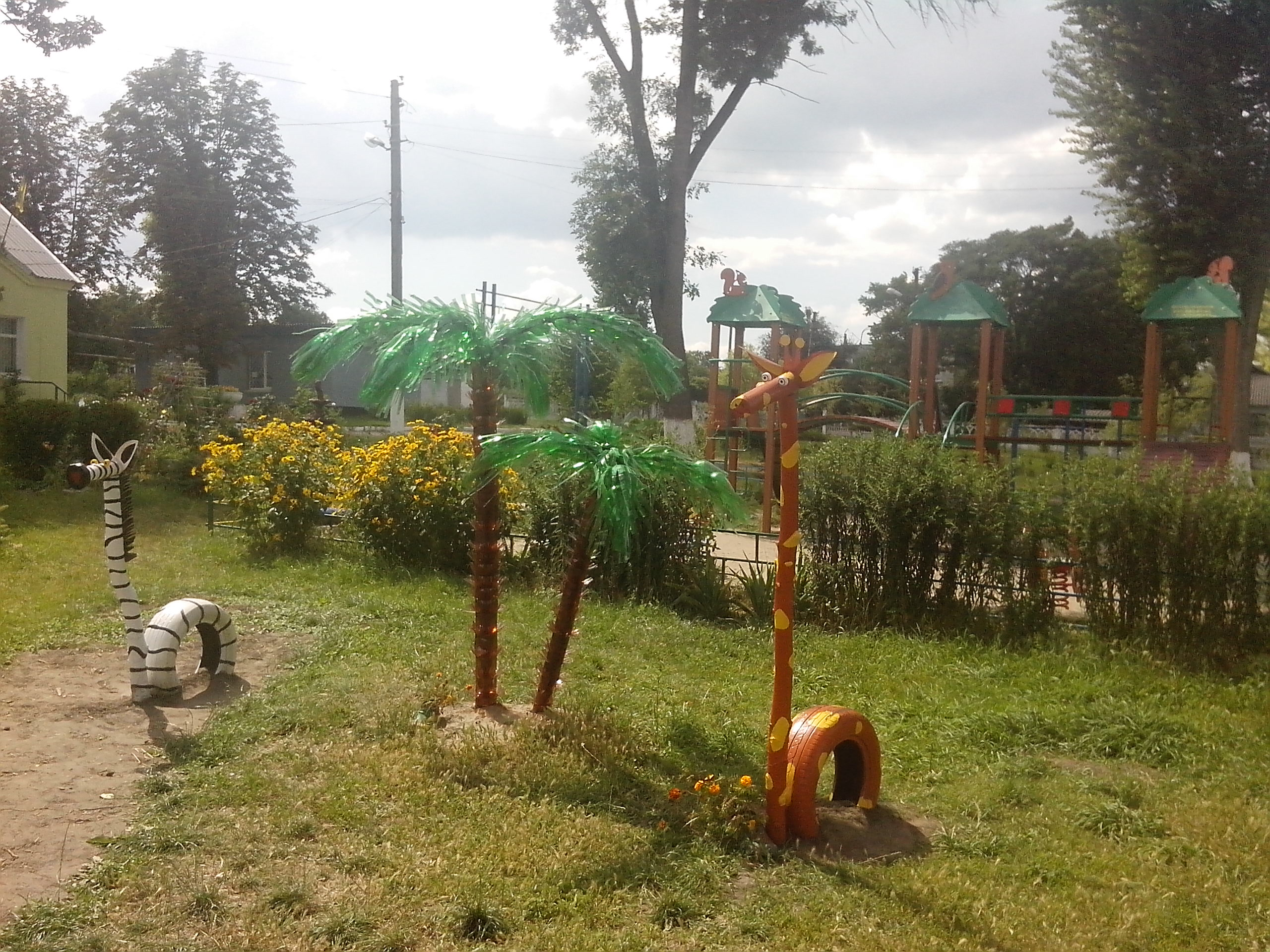
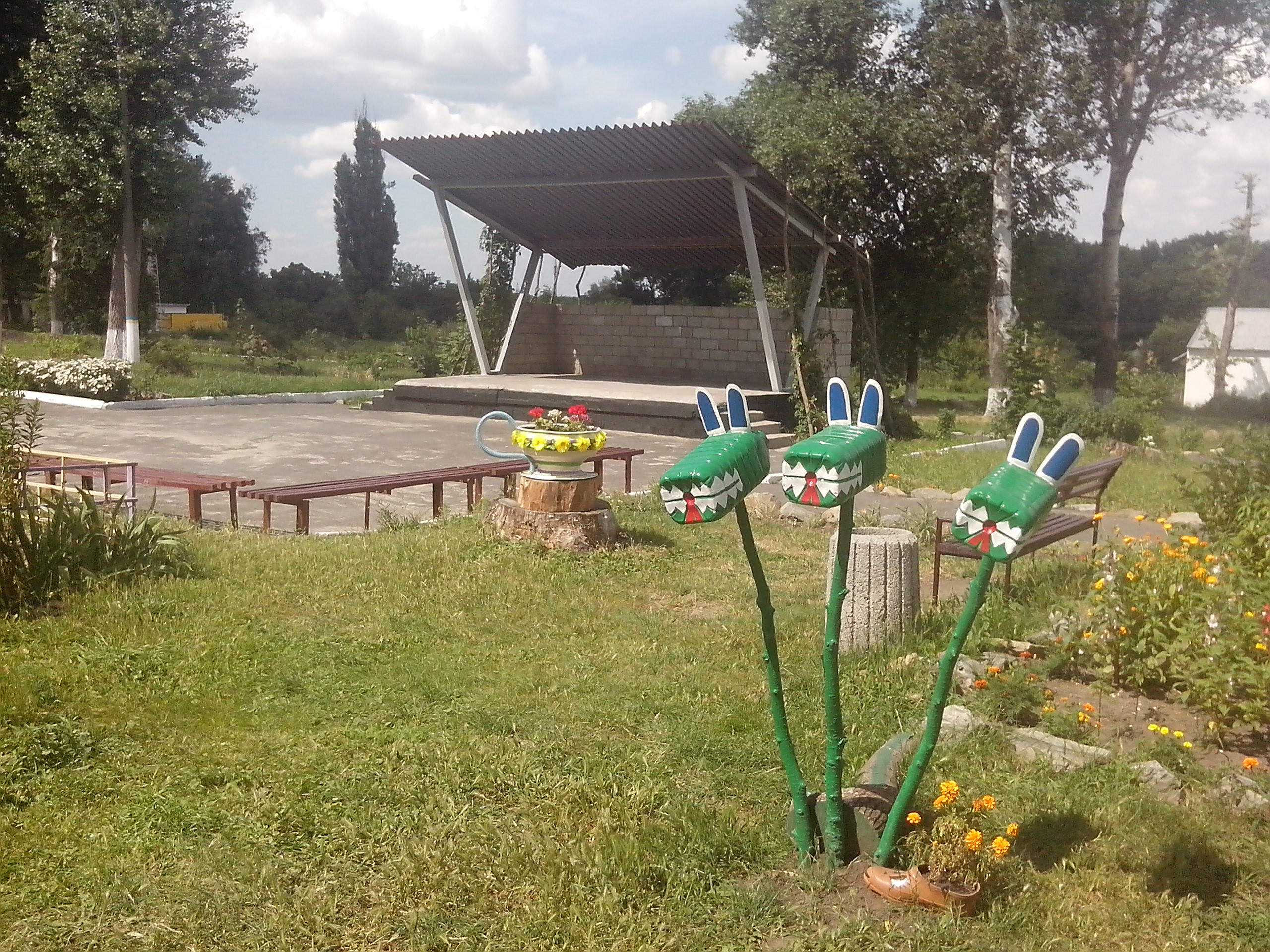
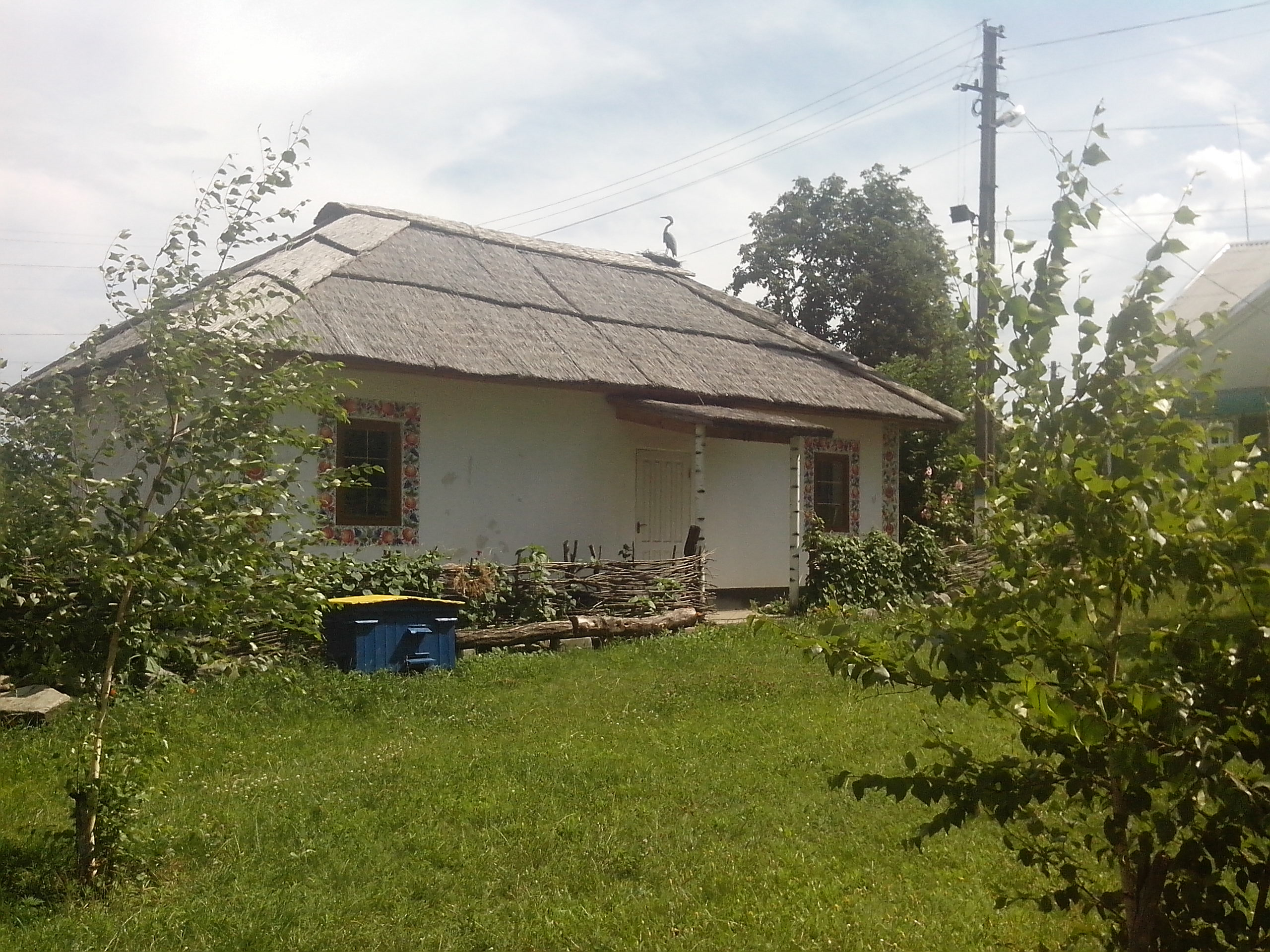
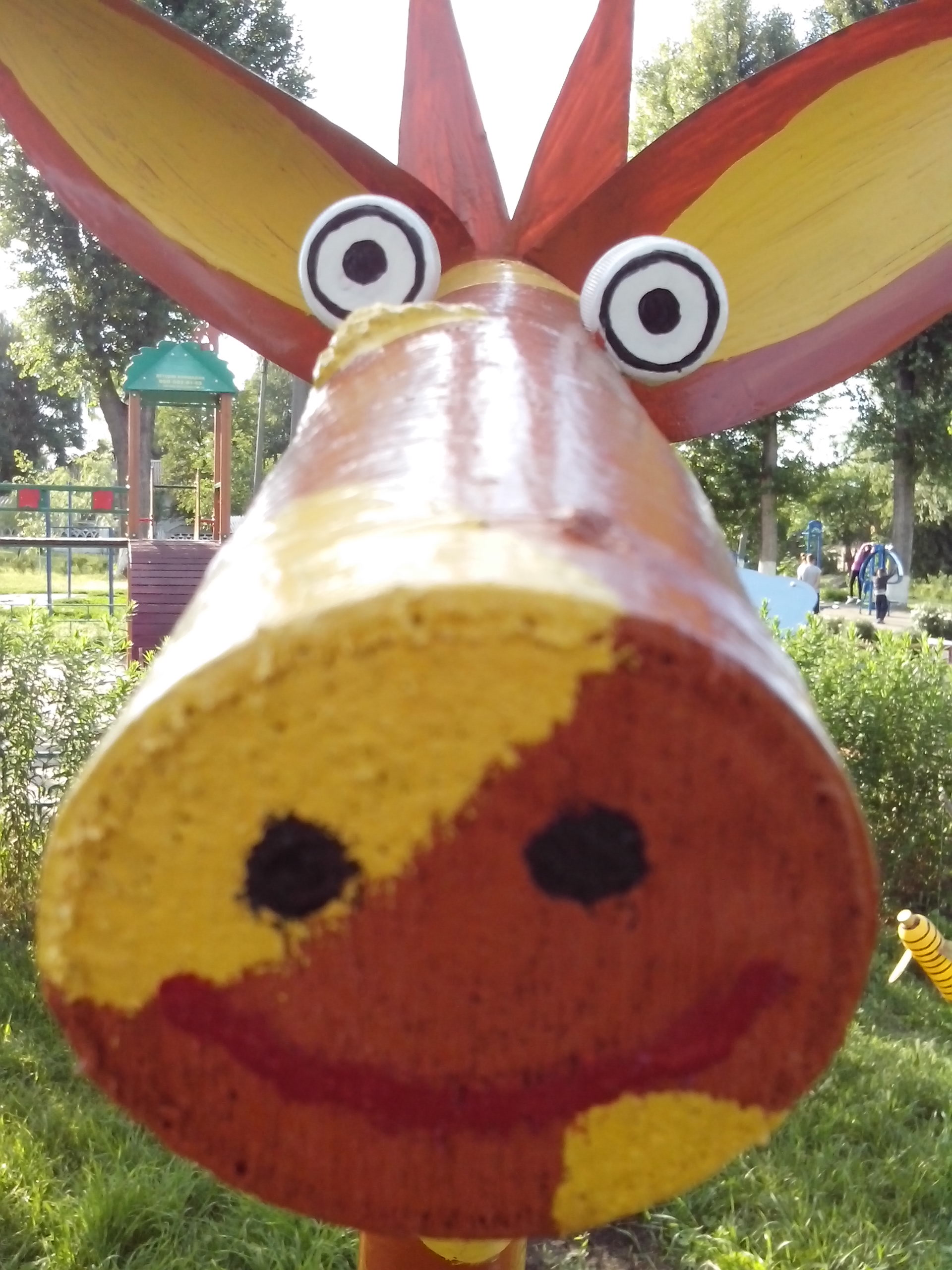